# Ярославнафтооргсинтез
Ярославнафтооргсинтез («Славнафта-Ярославнафтооргсинтез», «Славнафта-ЯНОС») — найбільший нафтопереробний завод півночі Росії. Розташований у Ярославлі.

## Історія
Наказом Міністерства нафтової промисловості в 1952 створено комісію для вибору майданчика під будівництво нафтопереробного заводу в Ярославлі, в 1954 Рада міністрів СРСР затвердила ділянку і в 1955 розпочато будівництво Новоярославського НПЗ. До 1958 завершено будівництво житлового селища (Нафтобуд), в 1958—1961 роки побудована перша черга заводу.
13 жовтня 1961 року на заводі отримано перший бензин, 17 жовтня перший ешелон із нафтопродуктами відправлений до Ленінграда. У 1963 році введена в дію друга черга заводу, до 1968 року потужність з переробки нафти збільшена в 3 рази.
1976 року створено виробниче об'єднання «Ярославнафтооргсинтез», до якого увійшли Новоярославський НПЗ — головне підприємство, а також Ярославський нафтопереробний завод ім. Менделєєва, Ярославський завод нафтової тари.
У 1984 році почав працювати комплекс з виробництва масел і парафінів КМ-2.
У 1993 році підприємство акціоноване (створено АТВТ «Ярославнафтооргсинтез»). 5 грудня 1995 року Державний комітет з управління державним майном затвердив план приватизації, згідно з яким контрольний пакет акцій АТВТ «Ярославнафтооргсинтез» передано в управління державної вертикально-інтегрованої нафтогазової компанії «Славнафта». 26 квітня 1996 року АТВТ «Ярославнефтеоргсинтез» перейменовано на ВАТ «Славнефть-Ярославнефтеоргсинтез».
У 1997—2001 роки проведено перший етап реконструкції підприємства, що включає модернізацію установки каталітичного крекінгу. Другий етап реконструкції здійснено у 2001—2006 роках, у його рамках збудовано комплекс глибокої переробки нафти. У 2006—2011 роках реконструйовано установки гідроочищення дизельного пального Л 24/6 та Л 24/7, було введено в експлуатацію установки хімводопідготовки та виробництва водню високого ступеня чистоти, здійснено пуск нової установки первинної переробки нафти ЕЛУ АТ потужністю 4 млн тонн на рік, побудовано й успішно пущено встановлення гідроочищення бензину каталітичного крекінгу та встановлення ізомеризації пентан-гексанових фракцій «Ізомалк-2». Інвестиції в реконструкцію та модернізацію виробничих потужностей компанії у 2000-і роки становили понад $1,5 млрд.
У 1996—2004 роках до 3-ї прохідної заводу ходив тролейбус. Нині тролейбусна лінія демонтована.

## Власники та керівництво
Найбільші акціонери підприємства — компанії «Газпром нефть» та «Роснефть». Акції юридичної особи підприємства торгуються на Московської біржі. Ринкова капіталізація на 2009 рік оцінювалася в 12900000000 руб. ($ 0,4 млрд).
Генеральний директор — Карпов Микола Володимирович.

## Діяльність
Одне з найбільших нафтопереробних підприємств центральної Росії — входить до складу вертикально-інтегрованої нафтової компанії «Славнефть». Основним видом діяльності підприємства є надання послуг з переробки нафти. Профіль НПЗ — паливно-олійний.
Потужності підприємства розраховані на переробку 15 млн тонн нафти на рік. За обсягами первинної переробки нафти посідає 5 місце серед нафтопереробних заводів Росії.
На підприємстві випускається кілька десятків найменувань нафтопродуктів: автомобільні бензини, дизельне пальне, авіаційна гас, паливо для реактивних двигунів та топковий мазут; базові, компресійні, трансмісійні та індустріальні олії; бітуми — дорожні, покрівельні та будівельні; парафіно — воскова продукція, ароматичні вуглеводні.
Серед споживачів продукції заводу — майже всі великі підприємства Центрального і Північно-Західного регіонів Росії, і навіть аеропорти, Управління Північної залізниці та об'єкти військово-промислового комплексу.
Основними конкурентами є: Рязанська НПК, Нижегороднафтооргсинтез (Кстово), Московський НПЗ.
|  |  |